# Lena Bergestad-Jonsson
Lena Bergestad-Jonsson, född 1947, är en finsk-svensk silversmed och smyckeskonstnär.
Lena Bergestad-Jonsson har varit verksam i Stockholm sedan 1980. Hon har gjort smycken och corpusarbeten i silver och titan i enkla geometriska former och subtila möten mellan olika material. Bergestad-Jonsson har även arbetat med fönsteremalj. Bland hennes arbeten märks en ledstång i en fristående trappa för Crawford Center i Lund 1998–1999.
Hon finns representerad i Nationalmuseums samlingar.